# Північ штату Амапа (мезорегіон)

Північ штату Амапа на карті штату

Північ штату Амапа́ (порт. Mesorregião do Norte do Amapá) — адміністративно-статистичний мезорегіон в Бразилії, входить в штат Амапа́. Населення становить 53 934 чоловік на 2010 рік. Займає площу 57 731,752 км². Густота населення — 0,93 чол./км².

## Склад мезорегіону
В мезорегіон входять наступні мікрорегіони:
1. Амапа
2. Ояпокі

## Демографія
Згідноно з даними, зібраними під час перепису 2010 р. Національним інститутом географії і статистики (IBGE), населення мезорегіону становить:
| Повне населення                              | Повне населення                              | Повне населення                              | Повне населення                              | 53 934 |
| -------------------------------------------- | -------------------------------------------- | -------------------------------------------- | -------------------------------------------- | ------ |
| в тому числі:                                | Міське населення                             | 36 515                                       | Відсоток міського населення, %               | 67,70  |
|                                              | Сільське населення                           | 17 419                                       | Відсоток міського населення, %               | 32,30  |
|                                              | Чоловіче населення                           | 28 412                                       | Відсоток міського населення, %               | 52,68  |
|                                              | Жіноче населення                             | 25 522                                       | Відсоток жіночого населення, %               | 47,32  |
| Густота населення, чол/км²                   | Густота населення, чол/км²                   | Густота населення, чол/км²                   | Густота населення, чол/км²                   | 0,93   |
| Населення мезорегіону в % до населення штату | Населення мезорегіону в % до населення штату | Населення мезорегіону в % до населення штату | Населення мезорегіону в % до населення штату | 8,06   |

| Бразилія | Це незавершена стаття з географії Бразилії. Ви можете допомогти проєкту, виправивши або дописавши її. |